# Yasur
Yasur är en aktiv stratovulkan på ön Tanna i Vanuatu. Den ligger på öns sydöstra spets vid Sulphur Bay och är en del av Yenkahe-kalderan. Yasur är 361 meter hög och har en diameter på cirka 1 500 meter, på dess topp ligger en 400 meter bred nästan helt cirkulär krater med tre aktiva ventiler.
Vulkanen är kontinuerligt aktiv och utbrotten sker med några minuters mellanrum, dessa är småskaliga stromboliska utbrott där lavabomber kastas ut i kraterområdet tillsammans med utsläpp av askplymer. Yasur har varit kontinuerligt aktiv åtminstone sedan 1774 då James Cook för första gången dokumenterade dess utbrott, undersökningar av tefran tyder dock på att den varit aktiv i samma utsträckning i mellan 630 och 850 år. Radiometrisk datering har visat att denna period föregicks av mer oregelbundna utbrott av högre magnitud under cirka 600 år.
Yasur är en av världens mest lättillgängliga vulkaner, detta i kombination med den höga eruptionsfrekvensen har gjort den till en av Vanuatus mest populära turistattraktioner.